# Alfons von Kastilien

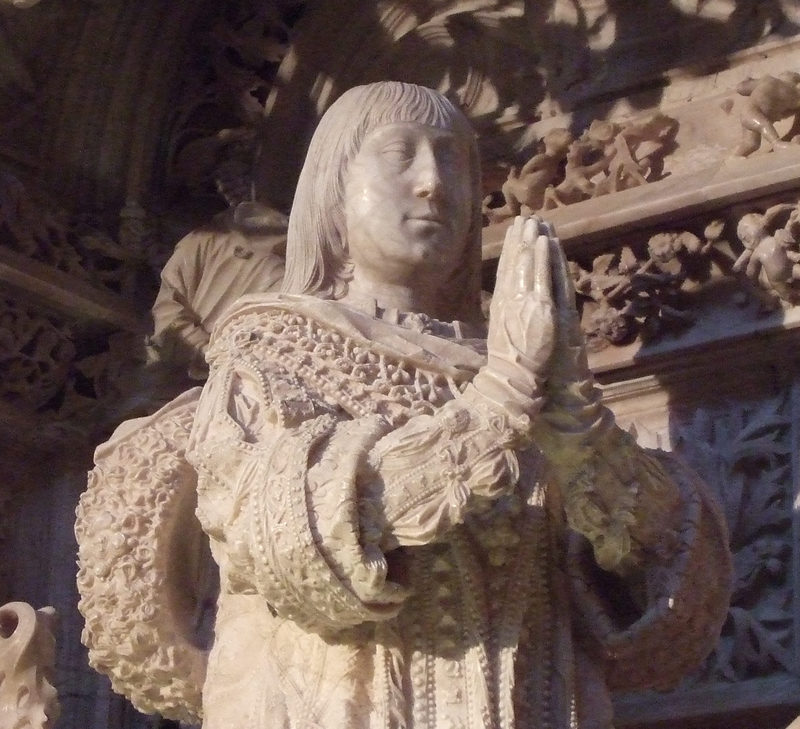
Alfons von Kastilien, Darstellung auf seinem Grabmal

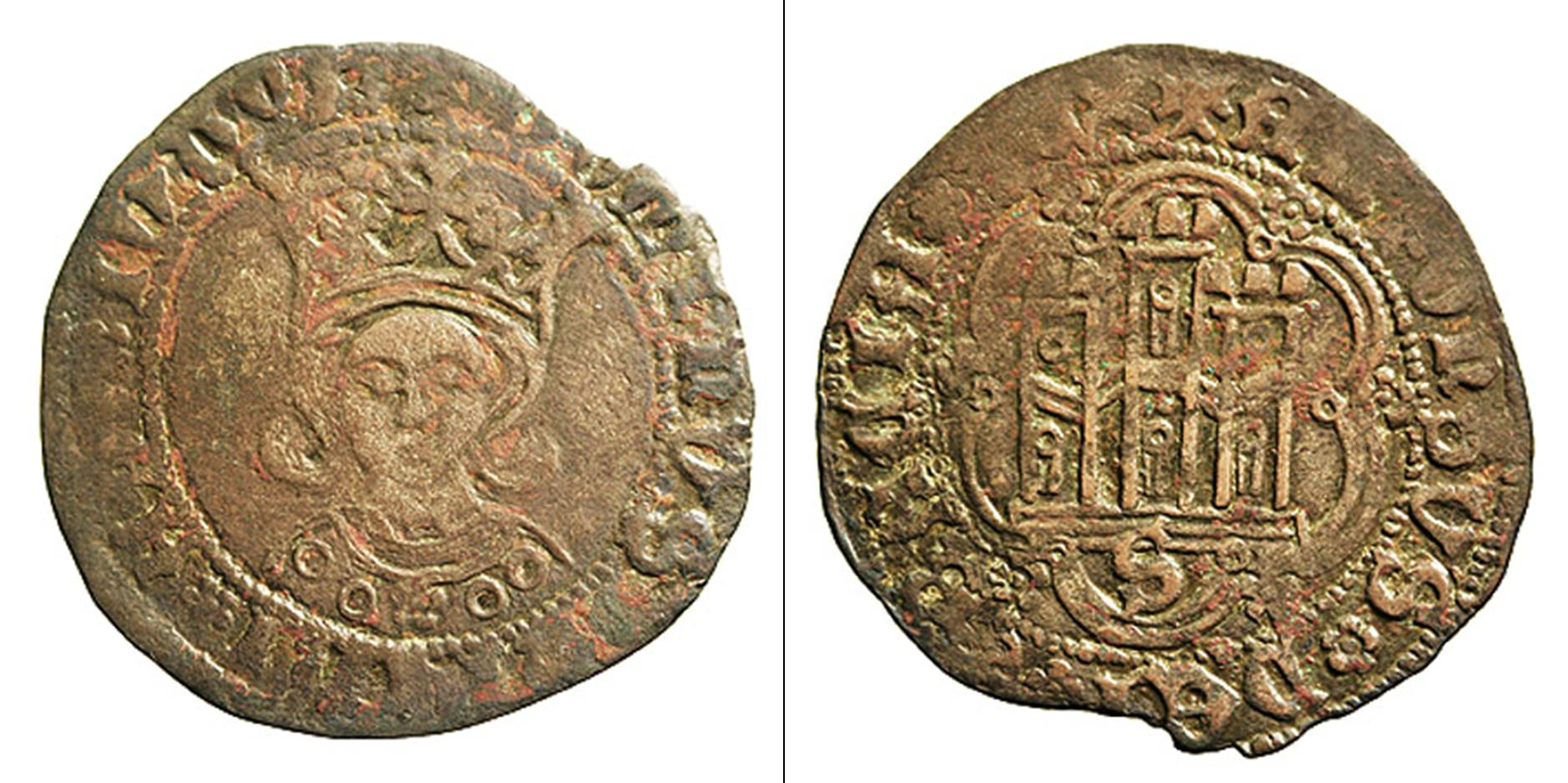
Alfons von Kastilien, Darstellung auf einer in Sevilla geprägten Münze

Alfons von Kastilien (* November 1453 in Tordesillas; † 5. Juli 1468 in Cardeñosa), auch Alfonso el Inocente, war Infant von Kastilien und von 1464 bis 1468 Fürst von Asturien. Im Juni 1465 wurde Alfons von einem Teil des kastilischen Adels als Alfons XII. zum Gegenkönig seines Halbbruders Heinrich IV. proklamiert.

## Herkunft und Familie
Alfons war der Sohn von Johann II. von Kastilien und dessen zweiter Ehefrau Isabella von Portugal.
Alfons hatte einen 28 Jahre älteren Halbbruder, Heinrich, Sohn aus der Ehe seines Vaters mit Maria von Aragonien. 1440 hatte Heinrich im Alter von 15 Jahren Blanka von Navarra, die Tochter der Könige von Navarra Blanka und Johann geheiratet. Nach dreizehn Jahren wurde diese Ehe 1453 für nichtig erklärt. In zweiter Ehe heiratete Heinrich 1455 Johanna von Portugal, Tochter des Königs Eduard I. von Portugal. Die Königin bekam, nach sieben Ehejahren, 1462 eine Tochter, Johanna von Kastilien.
Alfons hatte eine zwei Jahre ältere Schwester Isabella, die spätere Isabella I. von Kastilien.

## Kindheit
Zwei Jahre nach der Geburt von Alfons starb sein Vater Johann II. von Kastilien. Alfons’ Bruder Heinrich übernahm die Regierung in Kastilien. Alfons’ Mutter zog mit ihren Kindern nach Arévalo. Johann II. hatte in seinem Testament seiner Frau, Isabella von Portugal, einige Herrschaften vermacht, die dazu dienen sollten ihren, und den Unterhalt ihrer Kinder sicherzustellen. Ihr Stiefsohn Heinrich vergab aber einen Teil dieser Herrschaften an andere Personen, so dass die finanziellen Mittel der Königswitwe und ihrer Kinder sehr eingeschränkt waren. Königin Isabella hatte bereits nach der Geburt ihrer Tochter Isabella Anzeichen einer psychischen Erkrankung gezeigt. Die aus ihrer Sicht unbefriedigende finanzielle Versorgung scheint zu einer Verschlechterung ihres Gesundheitszustands beigetragen zu haben.
Mit der Übernahme der Herrschaft über die Länder der Krone von Kastilien durch Heinrich 1453, war die Herrschaft über das Fürstentum Asturien vakant. Obwohl nach dem Testament von Johann II. kein Zweifel daran bestand, dass Alfons Thronfolger in Kastilien war, wurde er vorerst nicht zum Fürsten von Asturien ernannt. Als 1462 seine Nichte Johanna von Kastilien geboren wurde, ernannte Heinrich IV. sie zur Fürstin von Asturien und ließ die Cortes am 9. Mai 1462 auf Johanna als Thronfolgerin vereidigen. Durch die Geburt Johannas rückte Alfons vorübergehend auf Platz zwei der Thronfolge in Kastilien. Zur gleichen Zeit wurden Alfons und Isabella, die bisher bei ihrer Mutter in Arévalo gelebt hatten, an den Hof ihres Halbbruders geholt.

## Kampf des Adels gegen Heinrich IV.
Die politische Situation in Kastilien im 15. Jahrhundert wurde beherrscht von dem Gegensatz zwischen dem jeweils regierenden König und dem hohen Adel. Zur Zeit der Regierung des Königs Heinrich IV. gab es eine Gruppe um die Familie Mendoza, die weniger an einer Ausweitung ihrer Macht interessiert war als an einer Konsolidierung der eigenen Besitzverhältnisse. Diese glaubten sie durch die Stärkung der Monarchie erreichen zu können. Sie hatten bereits eine gewisse Macht in den oberen Ebenen der Staatsführung erlangt. Der König war für sie die Schlüsselfigur, die das Gleichgewicht herstellen sollte.
Die Mitglieder der Familie Pacheco (Juan Pacheco, Marqués de Villena, Pedro Girón de Acuña Pacheco, Großmeister des Calatrava-Ordens und ihr Verwandter Alfonso Carrillo, Erzbischof von Toledo) führten den Teil des Adels an, der mehr Einfluss auf die Regierungsgeschäfte verlangte.
Diese Gruppe des Adels gründeten im Mai 1464 eine Vereinigung, die „Liga“, die es sich zur Aufgabe gemacht hatte, „den König und die Infanten aus der Gefangenschaft durch Beltrán de la Cueva zu befreien“. Außerdem sei Johanna, die Fürstin von Asturien nicht die legitime Tochter des Königs Heinrich. Daher müsse sie von der Thronfolge ausgeschlossen werden und an ihrer Stelle der Infant Alfons als Thronfolger und Fürst von Asturien eingesetzt werden. Am 16. Mai 1464 forderten Alfonso Carillo, Erzbischof von Toledo, der Großmeister des Kalatravaordens Pedro Girón und sein Bruder, Juan Pacheco, der Marqués de Villana das Sorgerecht für die Infanten Isabel und Alfons. Gegen den Widerstand des Königs war eine Hochzeitsübereinkunft zwischen Alfons und seiner Nichte Johanna beschlossen worden.
Um einen Konflikt zu vermeiden, gab Heinrich im Herbst 1464 den Forderungen der Liga nach.
Beltrán de la Cueva wurde aus dem Consejo real (Kronrat) entlassen. Heinrich erklärt seinen Halbbruder Alfons zum Thronerben und stellt ihn unter die Obhut von Juan Pacheco.
Die Erbfolge in Kastilien war beim Tod von Johann II. klar geregelt. Der älteste Sohn Heinrich stand als Erbe fest. Aufgrund der Regelung, dass männliche Erben den weiblichen Erben unabhängig vom Alter vorgehen, stand Isabella an dritter Stelle der Erbfolge für den Fall, dass beide Brüder ohne legitime Erben sterben sollten.
Für die Forderung Johanna nicht als legitime Erbin Heinrichs anzusehen machten Heinrichs Gegner geltend, dass seine erste Ehe mit Blanka von Navarra wegen Impotenz des Ehemannes für nichtig erklärt worden war. Nach diesem Misserfolg heiratete Heinrich Johanna, die Tochter des Königs Eduard von Portugal. Nach sieben Ehejahren gebar Königin Johanna ein Mädchen, das als die zukünftige Thronfolgerin gefeiert und von den Cortes anerkannt wurde. Zur Zeit der Geburt Johannas scheint niemand einen Zweifel an der Identität des Vaters gehabt zu haben. Aber einige Jahre später änderten sich die Verhältnisse und es begann eine Diskussion darüber ob der König der Vater sein könne. Im September 1464 erkannte Heinrich seinen Halbbruder Alfons als Thronerbe an, unter der Voraussetzung, das dieser seine Nichte Johanna heiratete.

## La farsa de Ávila
Als „Farsa de Ávila“ (Posse von Ávila) wird die theatralisch aufgezogene Absetzung des Königs Heinrich IV. in Abwesenheit bezeichnet. Dieses Ereignis hatte eine große propagandistische Wirkung im Land.
Diese Veranstaltung wurde am 5. Juni 1465 von Mitgliedern des hohen Adels inszeniert. Auf einer extra für diesen Festakt errichteten Bühne saß eine Puppe die König Heinrich darstellen sollte auf einem Thron. Sie war mit den königlichen Insignien der Krone, dem Schwert und dem Zepter ausgestattet.
Nachdem verschiedene Beschuldigungen gegen König Heinrich vorgebracht worden waren,
nahm der Erzbischof von Toledo der Puppe die Krone ab mit der Begründung Heinrich sei nicht würdig zu regieren. Der Marquis de Villena nahm ihr das Zepter und der Graf von Plasencia das Schwert ab. Der Graf von Benavente rief „Auf den Boden du Stricher“ und gab der Puppe einen Tritt. Danach wurden die königlichen Insignien dem damals 11-jährigen Alfons übergeben der von seinen Anhängern zum König Alfons XII. proklamiert wurde.
Das Königreich Kastilien spaltete sich in zwei Parteien. Heinrich suchte Hilfe in Portugal.
Bis zum Tod von Alfons im Jahr 1468 gab es einige bewaffnete Zusammenstöße zwischen den Parteien. Unter diesen militärischen Auseinandersetzungen hatten die (erfolglose) Belagerung von Simancas durch königliche Truppen und die zweite Schlacht von Olmedo (spanisch Batalla de Olmedo) am 20. August 1467 (an der Alfons auch persönlich teilnahm) eine gewisse Bedeutung.
Alfons starb am 5. Juli 1468 in Cardeñosa (Avila) vermutlich an der Pest. In der offiziellen Bezeichnung der Könige von Kastilien und Spanien wird er nicht gezählt. Als Alfons XII. gilt heute Alfonso de Borbón y Borbón, der von 1874 bis 1885 regierte.

## Vorfahren
| Ahnentafel Alfons von Kastilien          | Ahnentafel Alfons von Kastilien                                           | Ahnentafel Alfons von Kastilien                                           | Ahnentafel Alfons von Kastilien                                           | Ahnentafel Alfons von Kastilien                                           | Ahnentafel Alfons von Kastilien                                      | Ahnentafel Alfons von Kastilien                                      | Ahnentafel Alfons von Kastilien                                      | Ahnentafel Alfons von Kastilien                                      |
| ---------------------------------------- | ------------------------------------------------------------------------- | ------------------------------------------------------------------------- | ------------------------------------------------------------------------- | ------------------------------------------------------------------------- | -------------------------------------------------------------------- | -------------------------------------------------------------------- | -------------------------------------------------------------------- | -------------------------------------------------------------------- |
| Ururgroßeltern                           | Heinrich II. von Kastilien 1334–1379 ⚭ Juana Manuel de Villena 1339–1381  | Peter IV. von Aragonien 1319–1387 ⚭ Eleonore von Sizilien 1325–1375       | Eduard III. von England 1312–1377 ⚭ Philippa von Hennegau 1311–1369       | Peter I. von Kastilien 1334–1369 ⚭ María de Padilla 1334–1361             | Peter I. von Portugal 1320–1367 ⚭ Teresa Lourenço 1330–?             | John of Gaunt 1340–1399 ⚭ Blanche of Lancaster 1345–1368             | Johann I. von Portugal 1357–1433 ⚭ Inês Pires ?–?                    | Nuno Álvares Pereira 1360–1431 ⚭ Leonor de Alvim ?–1388              |
| Urgroßeltern                             | Johann I. von Kastilien 1358–1390 ⚭ Eleonore von Aragonien 1358–1382      | Johann I. von Kastilien 1358–1390 ⚭ Eleonore von Aragonien 1358–1382      | John of Gaunt 1340–1399 ⚭ Konstanze von Kastilien 1354–1394               | John of Gaunt 1340–1399 ⚭ Konstanze von Kastilien 1354–1394               | Johann I. von Portugal 1357–1433 ⚭ Philippa of Lancaster 1360–1415   | Johann I. von Portugal 1357–1433 ⚭ Philippa of Lancaster 1360–1415   | Alfons von Braganza 1377–1461 ⚭ Beatriz Pereira de Alvim 1380–1415   | Alfons von Braganza 1377–1461 ⚭ Beatriz Pereira de Alvim 1380–1415   |
| Großeltern                               | Heinrich III. von Kastilien 1379–1406 ⚭ Katharina von Lancaster 1373–1418 | Heinrich III. von Kastilien 1379–1406 ⚭ Katharina von Lancaster 1373–1418 | Heinrich III. von Kastilien 1379–1406 ⚭ Katharina von Lancaster 1373–1418 | Heinrich III. von Kastilien 1379–1406 ⚭ Katharina von Lancaster 1373–1418 | Johann von Portugal 1400–1442 ⚭ Isabella von Braganza 1402–1465      | Johann von Portugal 1400–1442 ⚭ Isabella von Braganza 1402–1465      | Johann von Portugal 1400–1442 ⚭ Isabella von Braganza 1402–1465      | Johann von Portugal 1400–1442 ⚭ Isabella von Braganza 1402–1465      |
| Eltern                                   | Johann II. von Kastilien 1405–1454 ⚭ Isabella von Portugal 1428–1496      | Johann II. von Kastilien 1405–1454 ⚭ Isabella von Portugal 1428–1496      | Johann II. von Kastilien 1405–1454 ⚭ Isabella von Portugal 1428–1496      | Johann II. von Kastilien 1405–1454 ⚭ Isabella von Portugal 1428–1496      | Johann II. von Kastilien 1405–1454 ⚭ Isabella von Portugal 1428–1496 | Johann II. von Kastilien 1405–1454 ⚭ Isabella von Portugal 1428–1496 | Johann II. von Kastilien 1405–1454 ⚭ Isabella von Portugal 1428–1496 | Johann II. von Kastilien 1405–1454 ⚭ Isabella von Portugal 1428–1496 |
| Alfons von Kastilien, Fürst von Asturien |                                                                           |                                                                           |                                                                           |                                                                           |                                                                      |                                                                      |                                                                      |                                                                      |